# Gustaf Erik Hasselgren

Gustaf Erik Hasselgren (1781 i Stockholm – 9. marts 1827) var en svensk historiemaler.
Hasselgren fik sin uddannelse på Kunstakademiet i sin fødeby, i Tyskland og Italien (Rom), hvor han under et 5-årigt ophold påvirkedes noget af den nyromantiske retning. Hasselgren var en lidet selvstændig kunstner, under stærk indflydelse fra tysk manér, med ringe koloristisk evne og med et tørt kunstnertemperament, men flittig, omhyggelig og kundskabsrig. 1816 professor ved Stockholms Akademi.
Hans kunst spændte over mange emner: mytologisk-antikke (Adonis mellem Diana og Venus, etc), romantiske, bibelske (Kristi opstandelse, bestemt for Stockholms Jakobskirke, men tilskadekommet under afsendelsen fra Rom 1816), allegoriske (Norges og Sveriges Forening) og historiske, således Regnar Lodbrogs død (1818), der imidlertid modtoges med skarp kritik af samtiden; i Stockholms Nationalmuseum ses De fri kunster begræder Gustaf III's død og Erik den Helliges sidste andagt i Uppsala Domkirke (1823).